# Pożar Cinema Statuto w Turynie
Pożar Cinema Statuto w Turynie – katastrofa, do jakiej doszło 13 lutego 1983 roku w mieście Turyn we Włoszech. W wyniku pożaru śmierć poniosły 64 osoby.

## Kino
Katastrofa miała miejsce w Cinema Statuto, mieszczącym się przy Via Luigi Cibrario w Turynie. Cinema Statuto było wówczas największym kinem w mieście. W budynku mieściła się również niewielka galeria wystawowa. Feralnego wieczoru, gdy wybuchł pożar, odbywała się projekcja filmu Pechowiec (La Chèvre) z Gérardem Depardieu w roli głównej. W momencie wybuchu pożaru na terenie kina znajdowało się kilkaset osób, z czego 30 osób na widowni.

## Pożar
W niedzielę 13 lutego 1983 roku, około godziny 18.15, w holu galerii kilka osób nagle poczuło silny zapach dymu. Szybko zorientowano się, że na terenie kina wybuchł pożar. Wszyscy znajdujący się w galerii rzucili się do ucieczki w kierunku głównego wyjścia, wkrótce potem płomienie ogarnęły całe pomieszczenie. Ewakuację utrudniały zamknięte wyjścia ewakuacyjne – na sześć wyjść, które znajdowały się na terenie kompleksu, otwarte było tylko jedno. Ostatecznie w wyniku pożaru zginęły 64 osoby. Przeważająca większość ofiar śmiertelnych zmarła w wyniku zatrucia tlenkiem węgla. Najmłodsza ofiara pożaru miała 7 lat, najstarsza 55.
Do dziś pożar w kinie Cinema Statuto jest największą pod względem liczby ofiar katastrofą, do jakiej doszło w Turynie od czasu II wojny światowej.

## Śledztwo
Śledczy ustalili, iż pożar powstał w wyniku zetknięcia się grzejnika z zasłonami znajdującymi się w galerii. W czasie śledztwa wykluczono podpalenie. Właściciela kina, Raimondo Capellę, oskarżono o szereg zaniedbań, w tym głównie o niedopilnowanie drożności wyjść ewakuacyjnych. Capella został skazany przez sąd pierwszej instancji na 8 lat pozbawienia wolności; sąd drugiej instancji skrócił ten wyrok do 2 lat. Capella miał wypłacić rodzinom ofiar w sumie 3 miliardy lirów odszkodowania.

## Teorie na temat pożaru
Jedną z pierwszych teorii na temat przyczyn pożaru było podpalenie. W przeddzień pożaru, na terenie parku Villa della Regina, oddalonego o kilkaset metrów od Cinema Statuto, odbywało się spotkanie przedstawicieli sekt z całej Europy. Uważano, iż członkowie jednej z sekt umyślnie wywołali pożar na cześć szatana. Oficjalnie szybko ustalono, że przypuszczenia te nie mają pokrycia w faktach, jednak do dziś nie brakuje w Turynie zwolenników tej teorii spiskowej.
Inna teoria, która powstała kilka miesięcy po katastrofie mówiła, że pożar w Cinema Statuto był pierwszym pożarem wywołanym przez seryjnego podpalacza, który w czerwcu 1983 roku w Turynie usiłował podpalić trzy inne kina. Sprawcy tych podpaleń nigdy nie schwytano.

## Ofiary pożaru
Pełna lista ofiar śmiertelnych pożaru w kinie Cinema Statuto:

1. Renato Alasia
2. Amelia Angelini
3. Lorena Artioli
4. Loretta Artioli
5. Roberto Borsallini
6. Moona Bekari
7. Luciano Bergonzi
8. Paola Boggio Bertinet
9. Alberto Bonomo
10. Domenico Brandascio
11. Elsa Cabodi
12. Claire Bonnie Calbert
13. Rosanna Cima
14. Maria Luisa Chierici
15. Marina Dalboni
16. Michelina D’Andrea
17. Giuseppe Depace
18. Rosalba Di Cesare
19. Renata Di Giacomo
20. Silvana Di Gioia
21. Genoveffa Di Lieto
22. Angela Di Nicoli
23. Marisa Duchich
24. Yvonne Rosanna Facciano
25. Annalisa Fantoni
26. Giacomo Fracchia
27. Roberto Galizia
28. Palarì Galvani
29. Anita Giovanna Gamba
30. Sergio Ganovelli
31. Eugenio Gatti
32. Annaclara Goitre
33. Germana Jelo
34. Carolina Luccitelli
35. Paola Magno
36. Michele Marmo
37. Sergio Marzullo
38. Amodeo Massimetti
39. Michele Melidoro
40. Antonio Molino
41. Giancarlo Morando
42. Andrea Morando
43. Dorina Morbidelli
44. Donato Nicolò
45. Marco Palazzini
46. Roberto Pepino
47. Luca Pipoli
48. Lorenzo Racca
49. Guido Rampini
50. Giuseppe Ridolfo
51. Piera Rivarossa
52. Adriano Rossi
53. Giuseppina Saglia
54. Aldo Saracco
55. Biagio Savona
56. Paola Scaluzzo
57. Luigi Stringani
58. Riccardo Trabbia
59. Angela Trafano
60. Angelo Vago
61. Giovanni Vario
62. Giuseppina Vario
63. Maurizio Maria Verna
64. Renata Ramona Zambon